# Чарлз Дарвин
Вижте пояснителната страница за други личности с името Дарвин.
Чарлз Робърт Дарвин (на английски: Charles Robert Darwin) е английски учен и естествоизпитател, живял през XIX век. Той пръв дава идеята за еволюцията на всички видове в течение на времето от общ прародител посредством процес, който нарича естествен отбор. Фактът, че еволюцията съществува, е приет от научната общност и лаиците още докато Дарвин е жив, но теорията му за естествения отбор започва да се приема за основно обяснение на еволюционния процес през 30-те години на XX век. Днес теорията на Дарвин е в основата на съвременната еволюционна теория. В своя съвременен вид тя представлява основата на биологията, като дава единно логично обяснение на биоразнообразието.
Дарвин развива интереса си към естествената история по време на следването си по медицина в университета в Единбург и по теология в Кеймбридж. По време на петгодишното плаване с кораба „Бийгъл“ Дарвин се утвърждава като специалист по геология. Наблюденията, които прави и теориите, които изказва, подкрепят идеите на Чарлз Лайъл за униформизма. Публикацията на пътеписа прави Дарвин широко известен. Озадачен от географското разпространение на дивите животни и фосилите, които събира по време на пътешествието, Дарвин започва да изследва трансмутацията на видовете, което дава начало на неговата теория за естествения отбор през 1838 г. Въпреки че обсъжда идеите си с естествоизпитатели, Дарвин се нуждае от време за задълбочено изследване, като геоложките му проучвания остават в центъра на дейността му. През 1858 г., докато дописва теорията си, Алфред Уолъс му праща екземпляр от свое есе, в което описва същата идея. Вследствие на това същата година Дарвин и Уолъс публикуват и двете теории в съвместна статия.
В книгата си „Произход на видовете“ (1859 г.) Дарвин дава доказателства за това, че еволюцията от общ прародител е основното научно обяснение на разнообразието на живота в природата. Той изследва еволюцията на човека и половия отбор в „Произходът на човека и половия отбор“, след това публикува „Изразяване на емоциите при човека и животните“. В книги публикува изследванията си за растенията, а в последната проучва земните червеи и влиянието им върху почвата.

## Биография

### Детство и юношество
Чарлз Дарвин е роден на 12 февруари 1809 г. в град Шрюсбъри, графство Шропшър, Англия. Той е петото от общо шест деца на заможното семейство на д-р Робърт и Сюзан Дарвин. Чарлз Дарвин е внук по бащина линия на Еразмус Дарвин.
Представителите на родовете на майката (Уеджууд) и на бащата на Чарлз Дарвин са предимно унитарни християни. Баща му Робърт Дарвин е лекар, финансист и привърженик на философското течение на свободомислещите. Дарвин е кръстен като малък в Англиканската църква, но майка му го води с братята и сестрите му на църковните служби в капелата на унитаристите. През 1817 г. Чарлз Дарвин тръгва на училище и още като осемгодишен проявява силен интерес към естествознанието, събира яйца на птици и раковини на морски животни. Същата година през юли умира майка му. През септември започва да ходи заедно с брат си Еразмус в англиканския интернат в Шрюсбъри.
През 1825 г. записва да учи медицина в медицинския факултет на университета в Единбург, Шотландия. Лекциите го отегчават, а упражненията по хирургия му се струват тежки, поради което занемарява следването. По това време се научава да препарира животни при Джон Едмонстън, бивш роб, придружавал естествоизпитателя Чарлз Уотъртън в екваториалните гори на Южна Америка. През втората година в университета се записва в Плиниевото общество (студентски кръжок по естествознание). Дебатите в кръжока често достигат до радикален материализъм. Дарвин помага на ръководителя на кръжока, проф. Робърт Едмунт Грант, в проучванията на анатомията и жизнения цикъл на морските безгръбначни в естуара на река Форс в Шотландия. През 1827 г. Дарвин представя пред останалите в кръжока собственото си откритие, че черните спори по черупките на стриди са яйца на пиявици. Проф. Грант представя пред студентите еволюционните идеи на Ламарк. Дарвин бива учуден, но остава безпристрастен, тъй като е прочел сходните идеи на дядо си Еразмус. Дарвин бива по-скоро отегчен от курса по естествена история на проф. Робърт Джеймсън, който включвал и геология, заедно с актуалния по това време дебат между привържениците на нептунизма и на плутонизма. Той изучава растителната класификация и работи като помощник за Националния музей на Шотландия (един от най-големите по онова време).
Раздразнен от занемаряването на следването на сина си, баща му го изпраща да следва богословие в Кеймбридж (Крист Колидж), с перспективата един ден да стане пастор. Дарвин започва през януари 1828 г., но вместо да учи, се отдава на езда и стрелба. Братовчед му Фокс го запалва по широко разпространената по това време страст да се колекционират бръмбари. Дарвин се увлича дотолкова, че открива нови видове и прави публикации за тях в научното списание „Illustrations of British entomology“, издавано от известния ентомолог Джеймс Стивънс. Междувременно Дарвин става приятел и последовател на професора по ботаника Джон Стивънс Хинслоу. Въпреки тези увлечения, Дарвин съумява да се подготви добре за изпитите си, наслаждавайки се на езика и логиката на Уилям Пейли в труда му „Потвърждения на християнството“. През 1831 г. на изпита за получаване на бакалавърска степен по богословие Дарвин се представя добре, като се класира на десето място по успех от общо 178 студенти.
Дарвин остава в Кеймбридж до юни 1831 г. Той изучава труда „Естествена теология“ на Пейли, в който се застъпва телеологичната теза за наличие на божествен произход на природата, където адаптацията се обяснява като действия на Бог посредством природните закони. Прочита новоизлязлата книга на Джон Хершел, в която се описва най-висшата цел на естествената философия като разбиране на природните закони посредством логическа индукция, основана на наблюдения, както и „Personal Narrative“ на научните пътешествия на Александър фон Хумболт. Дарвин решава да продължи с образованието си по естествена история в тропиците и заедно със свои състуденти планира посещение на Тенерифе. В подготовка за пътуването посещава курса по геология на Адам Седжуик (един от основателите на съвременната геология) и се включва в лятна експедиция по картографиране на стратите в уелските планини през август същата година. Връщайки се вкъщи намира писмо от проф. Хинслоу, в което той го препоръчва като подходящ (макар и с незавършено образование) млад естествоизпитател на нещатно място на кораба „Бийгъл“ под командването на капитан Робърт Фитцрой, в качеството му по-скоро на придружител, отколкото на истински колекционер. „Бийгъл“ заминавал след четири седмици на експедиция, с цел картографиране на бреговата ивица на Южна Америка. Бащата на Дарвин първоначално е против сина му да замине на това двугодишно пътешествие, което счита за загуба на време, но в крайна сметка бива убеден от девера си Джошуа Уеджууд да даде своето съгласие.

#### Пътешествието с кораба Бийгъл
Вместо две, експедицията трае почти пет години. Дарвин изпълнява задълженията си – по-голямата част от времето прекарва на сушата, като прави геоложки проучвания и събира животински и растителни експонати, докато HMS Бигъл изпълнява своята хидрографска мисия. Дарвин си води грижливо бележки за наблюденията и теоретичните си разсъждения, които редовно се изпращат с експонатите в Кеймбридж, заедно с писма и с копие на дневника му до неговото семейство. Дарвин притежава някакъв опит по геология, в колекционирането на бръмбари и в дисекцията на морски безгръбначни, но във всички останали области е новак, затова усърдно и с вещина събира образци за по-късна експертна оценка. Страда силно от морска болест, което не му пречи повечето от бележките му да са посветени на морските безгръбначни, като се започне от планктона, който събирал с огромно удоволствие.
При спирането на брега на остров Сантяго (Кабо Верде) Дарвин открива, че една бяла ивица в стръмните вулканичните скали съдържа морски раковини. Капитан Фитцрой му е дал първия том на „Принципи на геологията“ на Чарлз Лайъл, в която са описани идеите на униформизма, според които земната повърхност бавно се издига или потъва в огромни периоди от време. Дарвин се убеждава нагледно в идеите на Лайъл и възнамерява самият той да напише труд по геология. В Бразилия Дарвин е възхитен от тропическите гори и отвратен от робството. В Пунта Алта (Патагония) Дарвин открива в отвесни скали вкаменелости на едроразмерни изчезнали бозайници, в близост до съвременни морски раковини – белег за скорошно измиране без следа от промяна в климата или катастрофално явление, което да го е предизвикало. Той разпознава слабо проучен мегатериум с характерна костна броня, което веднага му заприличва на уголемена версия на бронята на местните броненосци. След като пристигнали в Европа, тези находки предизвикали голям интерес. Във вътрешността на страната Дарвин се запознава отблизо със социалните, политическите и антропологическите особености на местните жители и техните колонизатори във време на революция. Той открива, че два вида нанду обитават отделни територии, но споделят и една обща зона. На юг той навлиза в степите – равнини върху морски чакъл и черупки на морски животни, в които разпознава морски тераси в различна степен на издигане над морското ниво. Докато прочита втория том на труда на Лайъл, Дарвин приема виждането му за „центрове на зараждане“ на видове, но откритията му го навеждат на размисли, в които се поставят на изпитание идеите за плавна непрекъснатост и за измирането на видовете.
На „Бийгъл“ пътували и трима коренни жители на Огнена земя. Те били заловени при предишното пътуване на кораба и закарани в Англия, където прекарват една година и сега се завръщали като мисионери в родните си места. Дарвин ги намира за приятелски настроени и цивилизовани, но определя техните сънародници като „мизерни и деградирали диваци“, различаващи се от цивилизованите хора толкова, колкото питомните животни от дивите. Дарвин си обяснява различията между неговите съотечественици и местните жители с различни етапи на културно развитие, а не с превъзходство на една раса пред друга. По това време той престава да споделя мнението на познатите му учени, че хората и животните са коренно различни.
В Чили Дарвин става пряк свидетел на земетресение и вижда ясни следи от разместването и повдигането на земните пластове. Високо в Андите вижда морски раковини и вкаменели дървета, расли на пясъчен бряг. По аналогия на издигането на земната повърхност, Дарвин прави и днес валидното заключение, че при потъване на океанските острови около тях се оформят коралови рифове, които постепенно нарастват и се превръщат в атоли.
На Галапагоските острови Дарвин отбелязва, че наблюдаваните екземпляри от птицата Многогласен присмехулник (Mimus polyglottos) в Чили и на всеки отделен остров се различават едни от други. Записва си информацията, че размерът на черупката на костенурките се различава, в зависимост от това, от кой остров произхождат. В Австралия при вида на двуутробното плъховидно кенгуру (семейство Potoroidae) и на птицечовката, Дарвин има впечатлението, че тези животни са създадени от двама различни Създатели. Аборигените намира за „приятни и с добро чувство за хумор“, отбелязва и страданията им, породени от европейските заселници.
Бийгъл прави проучване върху начина на образуване на атола на Кокосовите острови и резултатите подкрепят разсъжденията на Дарвин. Фитцрой започва да пише „Разказ за пътешествията на Бийгъл“ и след като прочита дневника на Дарвин, предлага да включи и него в разказа си.
В Кейптаун Дарвин и Фитцрой се срещат с Джон Хершел. Хершел е писал на Лайъл, възхвалявайки неговата идея за униформизма, която отваря смело вратата за хипотези относно „мистерията на мистериите – заместването на измрели видове с други“, като „природен, а не като свръхестествен процес“. Докато подрежда бележките си на път към дома, Дарвин пише, че ако нарастващите му съмнения относно птиците присмехулници, костенурките и вълка от Фолкландските острови са оправдани, „те биха подкопали постоянството на видовете“.  По-късно Дарвин коментира, че подобни факти „изглежда хвърлят светлина върху произхода на видовете“

#### Зараждане на теорията за еволюцията
Още преди завръщането на „Бийгъл“ на 2 октомври 1836 г. в родината, Дарвин вече е станал известен в научните среди. През декември 1835 г. Хинслоу изпраща до избрани естествоизпитатели писма, в които възхвалява дописките по геология на Дарвин.
Събраните образци биват раздадени на специалисти по ботаника (като Хинслоу) за определяне и класифициране. Обемът на работата е бил внушителен, част от колекцията е трябвало да бъде оставена на склад. Изгарящият от нетърпение Чарлз Лайъл се среща за пръв път с Дарвин на 29 октомври същата година и скоро го запознава с биолога и палеонтолога Ричард Оуен. Оуен разполагал с необходимите технически средства, за да изследва вкаменелостите, събрани от Дарвин. В резултат на работата на Оуен биват изучени останките на огромни по размери изчезнали видове ленивец, почти напълно запазени скелети на непознатия вид ленивец Scelidotherium и на гризач с размерите на хипопотам, именуван Toxodon и наподобяваш по форма гигантска капибара. Частите от броня били от вида Glyptodon, гигантски броненосец, както Дарвин първоначално го е определил. Тези изчезнали видове са били близки родственици на съвременните видове в Южна Америка.
Дарвин пише първата си статия, в която описва постепенното издигане на земната повърхност в Южна Америка и с ентусиазираната подкрепа на Лайъл я прочита на 4 януари 1837 г. пред Лондонското геоложко дружество. На същия ден представя пред Зоологичното дружество колекцията от образци от бозайници и птици. Орнитологът Джон Гулд скоро след това оповестява, че птиците, намерени на Галапагоските острови и считани от Дарвин първоначално за смес от представители на семейство Icteridae и на родовете черешарка и чинка, представляват всъщност дванадесет различни вида чинки. На 17 февруари Дарвин бива избран за член на съвета на Географското дружество. Лайъл представя откритията на Оуен сред фосилите, донесени от Дарвин, като подчертава това, че видовете са намерени в различни географски ширини, като потвърждение на идеята за униформизма.
Дарвин и Гулд се срещат, за да обсъдят находките. Гулд му съобщава, че птиците-присмехулници от Галапагоските острови са отделни видове, а не подвидове на един вид. Дарвин не си е отбелязал от кой точно остров е взет всеки отделен екземпляр, но успява да възстанови тази информация по записките на другите участници в експедицията. Двете нандута също се оказват различни видове. На 14 март Дарвин оповестява разпространението на птиците от север на юг. По същото време разсъждава в своята „Червена тетрадка“, че е възможно „един вид да се превръща в друг“, с която може да се обясни географското разпространение на съвременни видове като нандуто или изчезнали видове като макрокенията (която оприличава на гигантско гуанако). Разсъжденията си относно продължителността на живота, безполовото и половото размножаване развива в тетрадка „Б“, където споменава, че вариацията в поколението с цел „приспособяване и промяна на вида към променящия се свят“ обяснява наблюденията върху костенурките от Галапагос, птиците-присмехулници и нандутата. Дарвин скицира произхода на един вид под формата на еволюционно дърво, в което „е абсурдно да се говори, че един вид е по-висшестоящ от друг“, с което отхвърля идеята на Ламарк за независими поредици от произлезли един от друг видове до висши форми.

#### Прекомерна работа, здравословни проблеми и създаване на семейство
Дарвин завършва своя „Дневник“ около 20 юни 1837 г., тъкмо когато кралица Виктория се възкачва на трона. Впоследствие се налага да прави допълнителни промени в съдържанието.  Дарвин е главен редактор на „Зоология на пътешествието на кораба Бийгъл“, както и съавтор на „Геология на Южна Америка“ заедно с Чарлз Лайъл. От много работа и гонене на нереални срокове, здравето му се разклаща. Налага му се за няколко седмици да се оттегли на почивка в провинцията. Сред роднините, които посещава в Шрюсбъри, е и неговата братовчедка Ема Уеджууд, девет месеца по-възрастна от него, която по това време се грижи за обездвижената си леля.
Уилям Хюъл уговаря настойчиво Дарвин да заеме поста на секретар на Геоложкото дружество. След дълго нежелание, Дарвин приема през март 1838 г. Въпреки огромната си заетост по работата около пътеписите на „Бийгъл“, той бележи забележителен напредък в разработването на идеята за трансмутацията, като използва всеки повод да се съветва с експерти по естествознание и с животновъди и гледачи на гълъби. На 28 март 1838 г. при посещение на зоологическата градина отбелязва, че поведението на орангутана е подобно на детското.
Напрежението си казва думата. През юни Дарвин се налага да остане в леглото в продължение на дни, с болки в корема, главоболие и сърдечни проблеми. До края на живота си той редовно има периоди на отпадналост, придружени от стомашни болки, повръщане, остри фурункули, сърцебиене, треперене и други симптоми, особено по време на стрес, като участие в събирания или гостувания. Причините за здравословните проблеми на Дарвин остават неясни, а опитите за лечение са почти напълно безуспешни.
На 23 юни прави малка експедиция в Шотландия. Посещава Глен Рой и известните „успоредни пътища“, издълбани на три нива по склоновете на хълмовете. По-късно публикува мнението си, че това са издигнати морски тераси. След време признава, че е сбъркал и че това са бреговите ивици, оставени от някогашно ледниково езеро.
Напълно възстановен, той се връща в Шрюсбъри през юли. Сред обичайните си всекидневни размишленията по животновъдство, на два листа хартия се промъкват и хаотични мисли за кариерата и бъдещето, както и две колони, озаглавени „Да се оженя“ и „Да не се оженя“. Сред предимствата са „постоянен спътник и приятел на стари години ... при всички случаи по-добрата възможност от това да си имам куче“, а в графата „недостатъци“ – „по-малко пари за книги“ и „ужасна загуба на време“. В крайна сметка се решава да направи голямата стъпка, обсъжда решението с баща си и после посещава Ема Уеджууд на 29 юли. Така и не събира смелост да ѝ отправи предложение за женитба, за сметка на това, против съвета на баща си, ѝ споменава за идеите си за трансмутацията.
Като продължава изследванията си в Лондон, Дарвин прочита шестото издание на „Есе за принципите на населението“ от Томас Малтус. Влиянието на този труд върху по-нататъшната му работа е огромно:
| „ | През октомври 1838 г. или петнадесет месеца, след като започнах систематичното събиране на сведения, от чисто желание за развлечение прочетох труда на Малтус за населението. Темата за борбата за съществуване, която протича при всички растения и животни, и се забелязва ясно при дългосрочни наблюдения, ми беше добре позната. Докато четях редовете, ми просветна изведнъж, че при тези условия благоприятните вариации по-скоро ще бъдат запазвани, а неблагоприятните ще бъдат унищожавани. В резултат на това може да се очаква да се образуват нови видове. Ето как започна работата ми по теорията ... | “ |

Според Малтус, ако човешкото население не се контролира, то нараства в геометрична прогресия и скорошното изчерпване на хранителните ресурси води до т.нар. Малтусианска катастрофа. Дарвин е бил достатъчно подготвен, за да установи, че това важи и за постулираната от дьо Кандол „непримиримост на видовете“ растения и борбата за съществуване в дивата природа, което обяснява защо редица видове остават сравнително постоянни по брой. Понеже видовете често пъти се размножават несъразмерно много спрямо наличните ресурси, благоприятните вариации биха направили индивидите по-успешни в оцеляването, което ще им даде възможност да предадат вариациите на тяхното поколение. Съответно неблагоприятните вариации ще загинат. В резултат на това ще се образуват нови видове. На 28 септември 1838 г. записва това прозрение, описвайки го като разделителен момент от развитието на видовете, при която адаптираните структури запълват празнините в природата, а слабите структури биват изтиквани. През следващите месеци наблюдава и сравнява дейността на фермери, отделящи за разплод най-добрите индивиди от добитъка си, с естествен отбор (в духа на Малтус) на вариации, образувани „случайно“, така че „всяка част от една новопридобита структура влиза изцяло в действие и бива усъвършенствана“. Дарвин заключава, че тази аналогия представлява „най-красивата част от моята теория“ 
На 11 ноември Дарвин се връща в провинцията и този път прави предложение за женитба на Ема, като отново ѝ говори за идеите си. Ема приема предложението му. В поредица от любовни писма тя подчертава колко високо оценява откровеността му в споделянето на различията между тях. Същевременно подчертава силната си унитарна вяра и загрижеността си, че е възможно неподправените му съмнения да ги разделят в отвъдния живот. Докато Дарвин търси жилище в Лондон, пристъпите на заболявания продължават. Ема го умолява в писмата си да си даде почивка, като почти пророчески отбелязва „Не се разболявай повече, мили Чарли, докато не се съберем заедно, за да се грижа за теб“. На Гоуър стрийт Дарвин намира подходяща къща, в която да живеят. По-късно я наричат „папагалската къщичка“ (заради кичозния ѝ интериор). Дарвин се мести в нея около Коледа. На 24 януари 1839 г. Дарвин бива избран за член на Кралското научно дружество.
На 29 януари Чарлз Дарвин и Ема Уеджууд се оженват в градчето Маер. След англиканската сватбена церемония, адаптирана по унитарен образец, младото семейство веднага хваща влака и се мести в новия си дом.

#### Подготовка за публикация на теорията за естествения отбор
Дарвин вече има рамката на теорията си за естествения отбор „над която да работи“ „като основно хоби“. Изследванията му включват скотовъдството и дългосрочни опити с растения, които доказват, че видовете не са постоянни. Дарвин обръща внимание на различни детайли, за да усъвършенства и подплати с доказателства теорията си. В продължение на повече от едно десетилетие тази работа остава на заден план на фона на основните занимания на Дарвин – публикуването на научните резултати от пътешествието на „Бийгъл“. Книгата на Дарвин за кораловите рифове бива публикувана през май 1842 г., след повече от три години работа върху нея. После написва „план“ на своята теория. За да избягат от стреса в Лондон, семейство Дарвин се местят в къщата в село Дауни. На 11 януари 1844 г. Дарвин споделя в писмо до ботаника Джоузеф Далтон Хукър своята теория, като добавя в типичен мелодраматичен стил „чувството е като да признаеш, че си извършил убийство“. Хукър отговаря „възможно е това, което описвате, да се случва на много места, както и да съществува постепенна промяна на видовете. Ще съм очарован да чуя как според вас се случва тази промяна, понеже нито едно от досега изказаните мнения не ме удовлетворява“.
През юли първоначалният „план“ на Дарвин набъбва до „Есе“ от 230 страници, което трябвало да се допълни с резултатите от неговите проучвания, в случай на преждевременна смърт. През ноември в публичното пространство избухва дискусия, породена от идеите за еволюционен прогрес, изказани в публикувания труд „Следи от естествената история на творението“. Авторът е анонимен, а публикацията става бестселър и увеличава обществения интерес към въпроса за трансмутацията. Дарвин се присмива на аматьорските изказвания в областта на геологията и зоологията, но същевременно грижливо преглежда отново своите собствени аргументи.
Дарвин завършва третия си труд по геология през 1846 г. Отново се връща към старата си страст от студентските години – морските безгръбначни – като започва да подлага на дисекция и да класифицира ракообразните от инфраклас Cirripedia, които е събирал по време на пътешествието с „Бийгъл“. Той се наслаждава на красивото им устройство и прави сравнения с устройството на сродни организми. През 1847 г. Хукър прочита „Есето“ на Дарвин и му дава своето мнение във вид на бележки. Тази тиха критика е именно това, от което Дарвин се нуждае. Хукър задава въпроси относно мнението на Дарвин, че е невъзможно да има нови и нови „актове на сътворение“.
Опитвайки да стабилизира за пореден път разклатеното си здраве, Дарвин се подлага през 1849 г. на хидротерапия, която има учудващо добър ефект. През 1851 г. любимата му дъщеря Ани се разболява, което отново събужда страховете му, че причината за заболяването може да е наследствена. След дълга поредица от кризи, Ани умира.
След единадесет години работа по колекционираните ракообразни от Cirripedia, теорията на Дарвин му помага да открие случаи на хомология, показващи, че слабо видоизменени части на тялото могат да изпълняват различни функции в нови условия на средата. При някои родове открива съвсем дребни мъжки индивиди, паразитиращи върху хермафродитни представители – нагледен пример за междинен етап (андродвудомност) в еволюцията на два различни пола (гонохоризъм). Тези открития му донасят медала на Кралското научно дружество през 1853 г. и широка известност като биолог. Дарвин възобновява работата по теорията си през 1854 г.

#### Публикуване на теорията за естествения отбор
В началото на 1856 г. Дарвин проучва дали е възможно яйца и семена да оцелеят по време на пътуване в морската вода, при което видовете да се разпространяват от другата страна на океаните. Хукър все повече изпитва съмнения относно класическото разбиране, че видовете са непроменяеми, но техният по-млад приятел Томас Хъксли е твърдо против еволюцията. Лайъл е заинтригуван от теорията на Дарвин, без обаче за осъзнае нейния обхват. В една статия на Алфред Уолъс, посветена на Въведение във видовете, Лайъл намира сходни моменти с мислите на Дарвин, поради което го подтиква да побърза с публикацията, за да гарантира авторството на идеите си. Въпреки че Дарвин не съзира заплаха в това отношение, той започва да работи първоначално по една кратка статия. С времето обаче тя се разраства и става „голяма книга, посветена на видовете“, озаглавена „Естествен отбор“. Дарвин продължава проучванията си, събирайки информация и образци от естествоизпитатели от целия свят, включително и Уолъс, който по това време работи в Борнео. Дарвин поддържа през живота си интензивна кореспонденция с над 2000 души – естествоизпитатели, интелектуалци и обществени фигури, като общият брой на написаните от него писма за целия му живот надхвърля 15 000. Американският ботаник Ейза Грей проявил интерес към темата и на 5 септември 1857 г. Дарвин изпраща на Грей подробно описание на идеите си, включително и резюме на „Естествен отбор“. През декември получава писмо от Уолъс, в което той го пита дали книгата ще изследва произхода на човека. Дарвин отговаря, че би избегнал тази „толкова натоварена с предразсъдъци“ тема, като същевременно окуражава Уолъс да продължи да работи по въпросите, добавяйки накрая „Аз отивам още по-далече от вас“.
Книгата на Дарвин е написана наполовина, когато на 18 юни 1858 г. получава статия от Уолъс, в която Уолъс описва естествения отбор. Дарвин бива шокиран от факта, че е „изпреварен“. По молба на Уолъс препраща статията на Лайъл и въпреки че Уолъс не говори за публикуване, Дарвин изразява готовността си да я изпрати за публикуване, в което и да е списание посочено от Уолъс. Точно по това време роденото дете на Дарвин, Чарлз Уоринг Дарвин, заболява от скарлатина. Дарвин оставя нещата в ръцете на Лайъл и Хукър. Те решават да се направи обща презентация пред Линеевското дружество на статия под заглавие „Върху склонността на видовете да образуват вариетети и увековечаването на вариететите и видовете посредством естествен отбор“. Презентацията се състои на 1 юли, но бебето на Дарвин умира междувременно и той не се чувства психически уравновесен, за да присъства на нея.
Непосредствената реакция на обявяването на теорията е сравнително слаба. Статията бива публикувана в изданието на дружеството през август, препечатана в няколко други списания и удостоена с няколко критики и читателски писма. Президентът на Линеевското дружество отбелязва през май 1859, че предходната година не е била белязана от никакво революционно откритие. В продължение на тринадесет месеца Дарвин работи упорито по съкратената версия на неговата „голяма книга“, борейки се със здравословни проблеми и бивайки непрекъснато окуражаван от приятелите си.
На 22 ноември 1859 г. книгата на Дарвин „Произход на видовете“ (пълното заглавие е „Произход на видовете посредством естествен отбор, или запазването на облагодетелствани породи в борбата за живот“) излиза от печат в тираж от 1250 екземпляра, който още същия ден е изчерпан. В нея Дарвин излага „един дълъг аргумент“ от подробни наблюдения, заключения и обсъждане на възможни контрадоводи. Единственият намек, който Дарвин прави за еволюцията на човека, се заключава в сдържаното изказване „ще се хвърли светлина върху произхода на човека и неговата история“. Дарвиновата теория е изказана още в самото начало на книгата:
| „ | Имайки предвид, че от един вид се раждат повече индивиди, отколкото е възможно да оцелеят, следователно, отново и отново възниква борба за оцеляване. От това следва, че всяко същество, ако се изменя слабо в посока, в която му носи полза, под влиянието на комплексните и понякога променящи се условия на живот, ще има по-добри шансове за оцеляване, в което се изразява естественият отбор. Съобразно строгите закони на наследствеността, всеки отбран вариетет ще се стреми да разпространи своята нова модифицирана форма. | “ |

#### Реакции след публикацията
Книгата събужда международен интерес, но обществената дискусия е по-слаба от тази, с която е удостоена „Следи от естествената история на творението“. Поради здравословни проблеми, Дарвин не участва лично в публични дебати, но енергично изследва отговора на научните среди, чете коментарите от пресата, списанията, статиите, сатиричните издания и разглежда карикатурите. Дарвин пише единствено, че „ще бъде хвърлена светлина върху произхода на човека“, но първата рецензия го обвинява, че е направил от идеята „човек произлиза от маймуните“, изразена в „Следи от естествената история на творението“, свое верую. Реакцията на англиканската църква е смесена. Учителите на Дарвин от Кеймбридж, Седжуик и Хинслоу, отхвърлят идеите за еволюцията, но либерално настроените християни интерпретират естествения отбор като инструмент на Божия план. Свещенослужителят Чарлз Кингсли го счита за „достатъчно благородна концепция за божеството“. Публикуването през 1860 г. на „Essays and Reviews“ от няколко либерални англикански теолози отклонява вниманието на англиканската църква от Дарвин. „Essays and Reviews“ включват и критика на източниците на библейските текстове, което се окачествява от църковните власти като ерес. Така например математикът Бейдън Пауъл твърди, че чудесата нарушават божите закони, така че вярата в тях е атеистична, и възхвалява „майсторския труд на мистър Дарвин, подкрепящ великия принцип за автоеволюиращите сили на природата“. Ейза Грей, най-големият американски ботаник на 19 век, обсъжда телеологията с Дарвин. Дарвин въвежда и разпространява памфлета на Грей за теистичната еволюция, озаглавен „Естественият отбор не противоречи на естествената теология“. На 30 юни 1860 г. в Оксфордския музей по естествена история по време на редовно заседание на Британската асоциация за напредък на науката се състои легендарният публичен дебат по въпроса за еволюцията. В дебата участва оксфордският епископ Самюел Вайлбълфорс, който не е против идеята за трансмутацията на видовете, но е против обяснението на Дарвин. Ботаникът Джоузеф Хукър се застъпва силно за Дарвин, а биологът Томас Хъксли сам се окачествява като „булдогът на Дарвин“. И двете страни напускат дебата с чувство на победители. Вайбълфорс пита Хъксли дали произхожда от маймуните по майчина или по бащина линия. Хъксли смята, че с този въпрос „Бог ми го предава в ръцете“ и отвръща „аз по-скоро бих искал да съм потомък на маймуни, отколкото на цивилизован човек, който използва дарбите си за култура и красноречие, за да служи на предразсъдъците и лъжата“. Дори най-близките колеги и приятели на Дарвин като Грей, Хукър, Хъксли и Лайъл изразяват доста резерви относно идеите му, но твърдо го подкрепят, което правят и мнозина други, основно млади естествоизпитатели. Грей и Лайъл заемат позиции, които помиряват идеите за еволюцията с вярата, докато за Хъксли конфликтът между наука и религия е очевиден. Хъксли води заядлива кампания, насрочена срещу авторитета на църковното духовенство в образованието, с цел оборване на водещата роля на църквата и на аристократични представители на науката, под ръководството на Оуен, и за поемане на щафетата от ново поколение професионални учени. Оуен греши, когато твърди, че съществуват анатомични разлики между човекоподобните маймуни и човека по отношение на мозъка и обвинява Хъксли, че е привърженик на „произхода на човека от маймуната“. Хъксли наистина приема тази роля и в рамките на две години кампанията му има опустошителен успех – Оуен и „старата гвардия“ биват натикани в ъгъла.
„Произход на видовете“ бива преведена на много езици и става основен научен текст, който привлича огромно внимание от най-различни страни, включително сред „работническото съсловие“, което на тълпи посещава лекциите на Хъксли. Теорията на Дарвин е в унисон с множество идейни течения от онова време и се превръща в един от стожерите на обществената култура. Дарвинизмът се разраства до идейно течение, което включва широк спектър от еволюционистични идеи, излизащи от областта на биологията. През 1863 г. книгата на Лайъл „Геоложки доказателства за древността на човека“ прави преисторията твърде популярна, макар че резервираната му позиция спрямо еволюцията разочарова Дарвин. Седмици по-късно Хъксли публикува „Доказателства за мястото на човека в природата“, където показва, че анатомически хората не се различават от човекоподобните маймуни. След това трудът „Естествоизпитател по река Амазонка“ на Хенри Уолтър Бейтс дава емпирични доказателства за съществуването на естествения отбор. На 3 ноември 1864 г. Дарвин получава най-високото научно отличие – медала Копли на Кралското научно дружество.
До днес Дарвиновата теория си остава една от най-неопровержимите теории в естествознанието. Огромното ѝ мирогледно значение е причина за невероятно противоречивото ѝ възприемане в миналото.

#### Произход на човека, полов отбор и ботаника
Въпреки честите заболявания през последните двадесет и две години от живота му, Дарвин постоянства в работата си. „Произход на видовете“ е само резюме на теорията му. Някои още по-спорни въпроси от неговата „голяма книга“ остават все още незавършени, като възгледите му за произхода на човека от по-ранни видове животни и възможни причини, обуславящи общественото развитие и мисловните способности на човека. Съществуването на декоративни и на пръв поглед безполезни белези също чакало да бъде обяснено. Дарвин продължава да експериментира, да изследва и да пише.
Грижейки се веднъж за една от дъщерите си, той я придружава в морски курорт, където проявява интерес към дивите орхидеи. В резултат на това се появява иновативно изследване на това как техните красиви цветя контролират опрашването от насекоми и осигуряват хетерозисния ефект. Както и при ракообразните, и тук различни хомоложни части изпълняват различни функции при различните видове. Завръщайки се вкъщи, Дарвин превръща болничната си стая в експериментално поле с увивни растения. Сред тези, които го посещават, е и Ернст Хекел, благодарение на когото идеите на Дарвин се разпространяват и в Германия.
През 1868 г. излиза „Изменение на растенията и животните при одомашаване“ в два тома. Изкупена е бързо, но интересът към нея бързо отшумява.
По това време Лайъл вече е популяризирал човешката преистория, а Хъксли е показал нагледно, че от анатомична гледна точка хората принадлежат на групата на човекоподобните маймуни. В „Произход на човека и половия отбор“, отпечатана през 1871 г., Дарвин излага доказателства, че човекът принадлежи на животинското царство, онагледява непрекъснатостта във физическите и умствените белези и предлага половия отбор като обяснение за съществуването на безполезни белези при животните (като например оперението на пауна), освен това проследява еволюцията на човешката култура, разликите между половете, както и физическите и културните расови характеристики, подчертавайки, че всички човешки същества принадлежат към един вид Изследването му продължава в „Изразяване на емоциите при човека и животните“, в която обсъжда еволюцията на човешката психология и континуитета с поведението на животните. И двете книги предизвикват огромен интерес. Дарвин бива учуден от всеобщото съгласие с неговите възгледи, като отбелязва „всеки говори за това, без да е шокиран“ Изводът в края на книгата гласи, че „Човекът с всичките му благородни качества, с цялото съчувствие, което изпитва към най-нисшия, с доброжелателството не само към другите хора, но и към най-скромните жизнени форми, с богоподобния си разум, с който прониква в движението и състава на слънчевата система – с всичките си тези възвишени способности, Човекът още носи в телесната си рамка незаличимият отпечатък на нисшия си произход“. Еволюционните експерименти и проучвания на Дарвин биват описани в книги за движението на увивните растения, насекомоядните растения, влиянието на кръстосаното опрашване и на самоопрашването при растенията, различните форми при цветовете на растения от един и същ вид. В последната си книга Дарвин се връща отново на въпроса за ролята на земните червеи за почвообразуването.
Дарвин умира на 19 април 1882 г. (на 73 години) в село Дауни, графство Кент, Англия. Вместо да бъде погребан в гробището на църквата Сейнт Мери в Дауни, по настояване на неговите колеги, Уилям Спотисууд (президент на Кралското научно дружество) урежда погребална церемония с държавни почести. Дарвин бива погребан в Уестминстърско абатство, редом с Джон Хершел и Исак Нютон. Той е един от петимата, които не са членове на британското кралско семейство, на които през 19 век е оказана честта да бъдат погребани с държавни почести.

## Децата на Дарвин
Семейство Дарвин имат десет деца. Две от тях умират невръстни, а смъртта на десетгодишната Ани Дарвин има съкрушителен ефект върху родителите ѝ. Чарлз Дарвин е отдаден и изключително грижлив баща. Всеки път, когато някое дете се разболее, Дарвин изпада в страхове, че това може да се дължи на наследени слабости поради близкородственото кръстосване от близката родствена връзка (първи братовчеди) със съпругата му Ема Уеджууд. Той засяга този въпрос в научните си трудове, като го сравнява с по-благоприятния случай на кръстосване между много далечнородствени индивиди. Страховете на Дарвин до голяма степен се оправдават – освен преждевременната смърт на три от децата му, други три – Уилям, Хенриета и Леонард – остават бездетни. Елизабет остава стара мома. Джордж, Франсис и Хорацио за сметка на това имат съответно четири, две и три деца. Тримата имат и забележителна професионална кариера – стават членове на Кралското научно дружество, съответно като астроном, ботаник и строителен инженер. Леонард прави кариера като военен, политик, икономист и е научен наставник на брилянтния статистик и еволюционен биолог Роналд Фишер.

## Религиозните възгледи на Дарвин
Предците на Дарвин са унитарианци. Принадлежейки към една от неконформистките, неангликански протестантски църкви, характерни с някои либерални за времето възгледи, баща му и дядо му имали твърде широки социални разбирания и се числели към свободомислещите – идейно течение през XIX век, което търси отговори на тежките социални проблеми извън традиционните религиозни рамки. Дарвин обаче е кръстен в лоното на Англиканската църква и посещава англикански интернат. По времето, когато се подготвя в Кеймбридж за англикански духовник, Дарвин не се съмнява в буквалното значение на библейския текст. Той споделя възгледите на Джон Хершел за науката и на Уилям Пейли от неговата „естествена теология“, според които обяснения на явленията трябва да се търсят по-скоро в природните закони, отколкото в чудесата. Според тях приспособяването на видовете е доказателство за съществуването на дизайн. По време на пътешествието с Бийгъл Дарвин има за цел да открие „центрове на сътворението“, за да се даде обяснение на географското разпространение на видовете. В този дух той съотнася мравколъва и кенгуруто към различни „периоди на сътворение“. По време на това пътуване той все още стриктно се придържа към вярата и цитира Библията като морален авторитет.
При завръщането си от пътешествието, той разглежда критично Библията като исторически източник и изразява учудване, че всички религии не са еднакво валидни.  През следващите години, докато работи усилено по създаването на теории по геология и трансмутация на видовете, той включва в голяма степен и религията и открито обсъжда с Ема, която също изследва вярата си и си задава въпроси. Теодицеята на Пейли и Томас Малтус оправдава наличието на злото в света (например на глада) като резултат от законите на един доброжелателен Създател, които имат като цяло добър ефект. За Дарвин естественият отбор води до адаптация (която е добро), но обезсмисля нуждата от дизайн. Той не може да съзре делото на едно всемогъщо божество при наличието на толкова болка и страдание в природата, например в случая, когато ихневмонците парализират гъсениците, за да служат като жива храна за яйцата им. Въпреки че за Дарвин религията е племенна стратегия за оцеляване, той все още вярва, че Бог е върховният законодател.
Дарвин продължава да играе водеща роля в енорийската дейност на местната църква., но от 1849 г. често отива на разходка по времето, когато семейството му е на църковна служба. Дарвин по принцип не говори с охота за своите религиозни възгледи. През 1879 г. на отправен към него въпрос отговаря, че никога не е бил атеист в смисъл на някой, който отрича съществуването на Бог, и че по принцип „агностик би било най-точното определение на моето умствено състояние“.
Години след смъртта му, през 1915 г. в баптисткото списание Watchman Examiner се появява трогателна история с автор „Лейди Хоуп“. В нея се разказва за това как Дарвин се отрекъл на смъртното си легло от научните си теории и се върнал към християнската вяра. Тези твърдения биват отречени както от децата на Дарвин, така и от историците, които изследват живота му. Хенриета Личфийлд, една от дъщерите на Дарвин, опровергава историята в The Christian, в броя му от 23 февруари 1922 г. в статията: Чарлз Дарвин на смъртния си одър: Историята с обръщането във вярата е отречена:
| „ | Аз бях до леглото му, когато той умираше. Лейди Хоуп не присъстваше по време на последното му заболяване, и по принцип не е била свидетел на което и да е било заболяване. Мисля, че дори той никога не я е виждал. Така или иначе, тя нямаше никакво влияние върху него, в която и да е област на мисълта или вярата. Той никога не се е отрекъл от който е да било негов научен възглед, нито в последните си дни, нито по-рано. Ние мислим, че историята с неговото обръщане е била измислена в САЩ… | “ |

## Политически интерпретации
Теорията и трудовете на Дарвин, съчетани с генетиката с основател Грегор Мендел, водят до съвременната еволюционна теория, която представлява фундамента на цялата съвременна биология. Известността и славата на Дарвин са причина името му да бъде асоциирано с идеи и идейни течения, която нямат пряка връзка с неговите трудове, а някои от тях дори са в противоречие с изричното му мнение по въпроса.

### Евгеника
Дарвин проявява интерес към аргумента на своя полубратовчед Френсис Галтън (1865 г.), че според статистическия анализ на наследствеността, моралните и умствените качества могат да се наследяват, като по този начин принципите на животновъдството биха могли да се приложат и при хората. В „Произход на човека“ Дарвин отбелязва, че помагайки на слабия да оцелее и има потомство може да доведе до загуба на предимствата от естествения отбор, но същевременно отправя предупреждение, че отказването на помощ би било заплаха към инстинкта за оказване на съчувствие (симпатия), който Дарвин нарича „най-благородната част от нашето естество“. Освен това Дарвин смята, че фактори като образованието може да играят по-голяма роля. Когато Галтън изказва предположението, че публикуваните изследвания могат да насърчат браковете в рамките на една „каста“, съставена от „тези, които са природно надарени“, Дарвин веднага съзира чисто практическите проблеми на такъв подход. Според него „това е единственият възможен, но страхувам се, утопичен план на подход за подобряване на човешкия род“. В крайна сметка, Дарвин се застъпва само за публикуване на значението на наследствеността, като се остави вземането на решение на отделните индивиди.
След смъртта на Дарвин, през 1883 г. Галтън нарича това поле на науката евгеника и полага основите на биометрията. Евгенистичните идеи се развиват значително по времето, когато идеите на Дарвин за естествения отбор преживяват временен упадък поради разцвета на идеите на менделовата генетика. В някои страни като Белгия, Бразилия, Канада, Швеция и Съединените щати биват прокарани закони, насърчаващи насилствената стерилизация. Действията на нацистките евгенистици в Германия дискредитират напълно евгенистичните идеи.

#### Социален дарвинизъм
Някои считат, че еволюцията има отражение в човешкото общество. Хърбърт Спенсър в книгата си „Social Statics: The Man Versus the State“ (1851) основава идеите си за свободата на човека и индивидуалните права на еволюционната теория на Ламарк.
Теорията на Дарвин представлява едно обяснение. Самият Дарвин счита, че „е абсурдно да се говори, че един животински вид е по-висш от друг“. За него еволюцията няма собствена цел. Скоро след публикуването на „Произход на видовете“ обаче критиците осмиват идеята му за борба за оцеляване като оправдание в стила на Малтус на английския индустриален капитализъм от онова време. Терминът „дарвинизъм“ се използва за обозначаване на чужди (не на Дарвин) еволюционни идеи, сред които идеята на Спенсър за „оцеляване на най-приспособения“ в смисъл на напредък на свободната пазарна икономика и расистките идеи на Ернст Хекел относно човешкото развитие. Дарвин не споделя расистките идеи на съвременниците си. Той е твърдо против робството, против „издигане на така наречените човешки раси в ранг на отделен вид“ и против малтретирането на коренното население.
Различни автори се позовават на естествения отбор в подкрепа на различни и често противоречиви идеологии като див капитализъм от типа „laissez-faire“, расизъм, милитаризъм, колониализъм и империализъм. Мнението на Дарвин е, че социалната политика не трябва да се води само от идеи за борба и естествен отбор.
Терминът „социален дарвинизъм“ започва да се употребява спорадично приблизително след 1890 г. Става популярен термин с унизително значение след 1940 г., когато Ричард Хофщадтер го използва, атакувайки laissez-faire консерватизма на Уилям Грахам Съмнър (преподавател в колежа в Йейл, историк, специалист по теория на политиката, социолог и антрополог), противник на реформите и на социализма. Оттогава терминът „социален дарвинизъм“ се употребява от тези, които се противопоставят на това, което считат за морални последици от еволюцията.

## Трудове
Дарвин е много плодовит автор. Дори без капиталния му труд за еволюцията, неговата репутация би била голяма – като автор на „Пътешествието с Бийгъл“, като геолог, изследвал обстойно Южна Америка и разрешил загадката с образуването на кораловите атоли и като биолог, автор на капиталния труд за ракообразните от инфраклас Cirripedia. Въпреки че „Произход на видовете“ е определяща в оценките на неговия научен принос, останалите му трудове (някои от които напълно новаторски, като този за движението при растенията) оказват също значително влияние върху научната мисъл.
В научната литература приносът на Дарвин се обозначава с Darwin при цитиране на неговите ботанически трудове.
Някои от основните трудове на Дарвин са:
- „Произход на видовете“ (On The Origin of Species by Means of Natural Selection, or The Preservation of Favoured Races in the Struggle for Life, 1858)
- „Опрашване при орхидеите“ (The Fertilization of Orchids, 1862)
- „Измененията на животните и растенията при одомашняване“ (Variation of Plants and Animals Under Domestication, 1868)
- „Произход на човека и половия отбор“ (The Descent of Man, and Selection in Relation to Sex, 1871)
- „Изразяване на емоциите при човека и животните“ (The Expression of the Emotions in Man and Animals, 1872)
- „Способността за движение при растенията“ (The Power of Movement in Plants, 1880)
- „Образуването на растителния хумус чрез действието на земните червеи“ (The Formation of Vegetable Mould Through the Action of Worms, 1882)

## Памет
На Чарлз Дарвин е наречена улица в квартал „Изток“ в София (Карта).

## Цитирана литература